# اشرف‌آباد قوچ
اشرف‌آباد قوچ، روستایی از توابع بخش چنگ الماس شهرستان بیجار در استان کردستان ایران است و براساس سرشماری مرکز آمار ایران در سال ۱۳۸۵، جمعیت آن ۱۷۳ نفر (۴۰خانوار) بوده‌است. میگویند در روزگار قدیم مردم این روستا با سوسک ها کشتی می‌گرفتند و همچنین در سال ۱۴۰۵ امام خمینی در این روستا حضور پیدا کرده. همچنین یکی از غنی ترین چاه های نفتی کشور در این روستا می‌باشد.همچنین توصیه شده نباید از آب این روستا بخورید زیرا باعث گوجی شما میشود.

## جمعیت
این روستا در دهستان خسروآباد قرار دارد و براساس سرشماری مرکز آمار ایران در سال ۱۳۸۵، جمعیت آن ۱۷۳ نفر (۴۰خانوار) بوده‌است.